# Yevgueni Barbakov
Yevgueni Barbakov –en ruso, Евгений Барбаков– (10 de junio de 1954) es un deportista soviético que compitió en remo. Participó en dos Juegos Olímpicos de Verano en los años 1976 y 1980, obteniendo una medalla de plata en Moscú 1980 en la prueba de cuatro scull.

## Palmarés internacional
| Juegos Olímpicos | Juegos Olímpicos | Juegos Olímpicos | Juegos Olímpicos |
| Año              | Lugar            | Medalla          | Prueba           |
| ---------------- | ---------------- | ---------------- | ---------------- |
| 1980             | Moscú (URSS)     | Medalla de plata | Cuatro scull     |